# Zerbo
Zerbo är en ort och kommun i provinsen Pavia i regionen Lombardiet i Italien. Kommunen hade 404 invånare (2018).